# Velké Heraltice
Velké Heraltice är en ort i Tjeckien. Den ligger i den östra delen av landet, 240 km öster om huvudstaden Prag. Velké Heraltice ligger 348 meter över havet och antalet invånare är 1 613.
Terrängen runt Velké Heraltice är lite kuperad, och sluttar österut. Runt Velké Heraltice är det ganska tätbefolkat, med 65 invånare per kvadratkilometer. Närmaste större samhälle är Krnov, 12,9 km norr om Velké Heraltice. Trakten runt Velké Heraltice består till största delen av jordbruksmark.